# Pareiorhaphis regani
Pareiorhaphis regani is een straalvinnige vissensoort uit de familie van de harnasmeervallen (Loricariidae). De wetenschappelijke naam van de soort is voor het eerst geldig gepubliceerd in 1936 door Giltay.